# Dieter Wellershoff

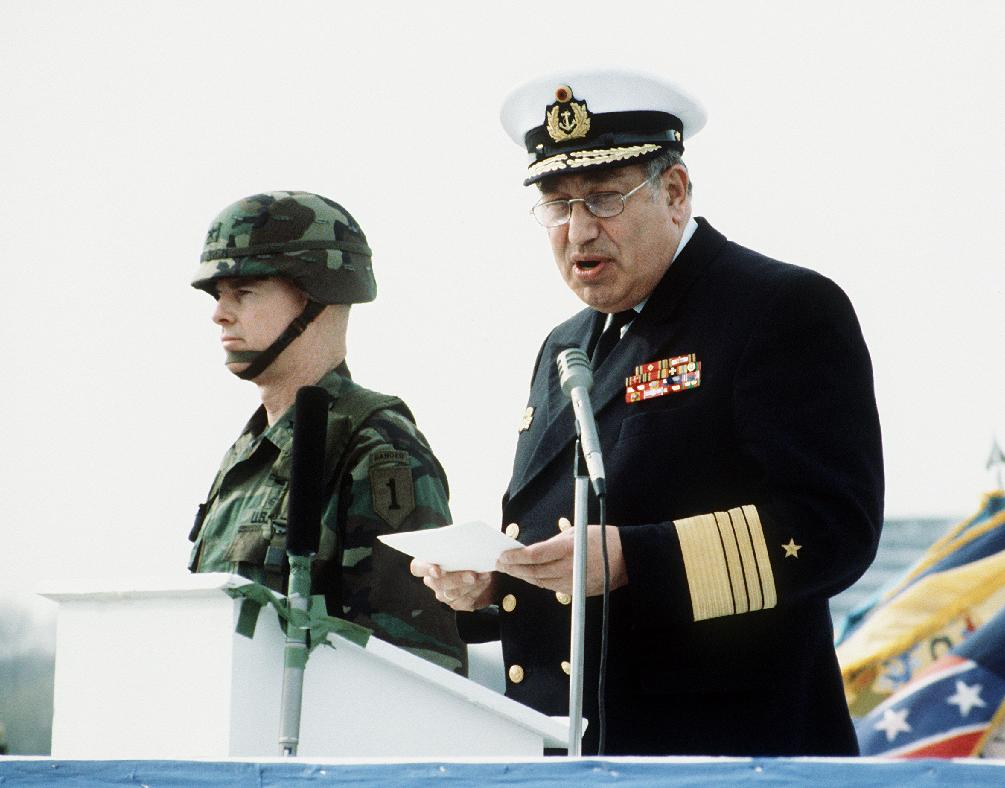
Adm. Dieter Wellershoff, 1991

Dieter Wellershoff (ur. 16 marca 1933 w Dortmundzie, zm. 16 lipca 2005) – wojskowy niemiecki, Generalny Inspektor Bundeswehry.
Studiował budowę maszyn na politechnice w Akwizgranie (Rheinisch-Westfälische Technische Hochschule Aachen). W 1957 wstąpił do armii i ukończył studia oficerskie w marynarce (Bundesmarine). Pełnił funkcję generalnego inspektora marynarki (1985-1986), a w latach 1986-1991 był generalnym inspektorem całej armii (Bundeswehry), tj. najwyższym rangą dowódcą wojskowym w armii, pozostającej pod cywilnym zarządem ministra obrony.